# シャトレ・アモーナ・ホテル
「シャトレ・アモーナ・ホテル」は、1983年12月1日にリリースされた郷ひろみ49作目のシングル。

## 解説
「哀しみの黒い瞳」・「ロマンス」に続きフリオ・イグレシアスの曲をカバーした。B面「愛しい他人－パリの散歩道－」は、ゲイリー・ムーアのアルバム『バック・オン・ザ・ストリーツ』（1978年）収録曲「パリの散歩道」（原題は"Parisienne Walkways"）のカバーであり、こちらは筒美京平と矢島賢が合同で編曲を手掛けている。
「シャトレ・アモーナ・ホテル」は、1984年製の非売品CD『CD PLAYER 2nd ANNIVERSARY -POPS & ROCK-』（規格品番：YEDS-11）にも収録。

## 収録曲
1. シャトレ・アモーナ・ホテル
  - 作詞・作曲：Julio Iglesias, Rafael Ferro／日本語詞：大岡悦子／編曲：Rafael Ferro
2. 愛しい他人－パリの散歩道－
  - 作詞・作曲：Phil Lynott, Gary Moore／編曲：筒美京平、矢島賢